# The Documentary
The Documentary é o primeiro álbum do rapper The Game, lançado em 18 de Janeiro de 2005 pela Interscope Records. Depois de se recuperar de um tiro no final de 2001, Game começou com a carreira de rapper e foi descoberto por Dr. Dre, que o contratou para a sua Gravadora Aftermath Entertainment. O álbum tem produção de Dr. Dre, Kanye West, Just Blaze, Cool & Dre e Timbaland, e vocais de 50 Cent, Nate Dogg, Eminem, Mary J. Blige, Busta Rhymes, Faith Evans entre outros.
O Documentary estreou em primeiro lugar na Billboard 200, vendendo 586.000 unidades na primeira semana. álbum de recebeu dupla platina em março de 2005 e vendeu mais de 8 milhões de cópias em todo o mundo.

## Recepção
Em outubro de 2001, Game foi baleado cinco vezes e colocado em coma três dias após ser atacado por três assaltantes em sua área de tráfico de drogas. Enquanto se recuperava no hospital, ele estudou álbuns clássicos do hip hop como Reasonable Doubt, Ready to Die, Doggystyle, All Eyez on Me, The Chronic e Illmatic . Cinco meses depois, ele foi descoberto por Dr. Dre, que ouviu uma mixtape produzida por seu irmão. The Game passou os próximos dois anos e meio trabalhando no álbum e sendo mentor Dr. Dre, que o contratou em sua gravadora Aftermath Entertainment. No final de 2003, Interscope Records CEO Jimmy Iovine decidiu ter The Game aderir G-Unit e ser assinado em uma joint venture com a Aftermath Entertainment, G-Unit Records.
O título do álbum foi originalmente "Nigga Witta Attitude Vol. 1" (uma referência a NWA) , mas foi mudado para "The Documentary" devido a questões legais. Foi criado para uma versão final de 2004, mas desde outros álbuns de alto perfil, incluindo Encore Eminem era para ser lançado na mesma época, é adiado para 18 de janeiro de 2005 . The Game trabalhou no álbum com o objetivo de reavivar a Costa Oeste cena hip hop, que tinha sido ofuscada nos últimos anos por artistas do Leste e do Sul.

## Faixas
| #  | Título                  | Produtor(es)                            | Participações    | Tempo |
| -- | ----------------------- | --------------------------------------- | ---------------- | ----- |
| 1  | "Intro"                 | Dr. Dre & Che Vicious                   |                  | 0:32  |
| 2  | "Westside Story"        | Dr. Dre & Scott Storch                  | 50 Cent          | 3:43  |
| 3  | "Dreams"                | Kanye West                              |                  | 4:46  |
| 4  | "Hate It or Love It"    | Cool and Dre                            | 50 Cent          | 3:26  |
| 5  | "Higher"                | Dr. Dre & Mark Batson                   |                  | 4:05  |
| 6  | "How We Do"             | Dr. Dre & Mike Elizondo                 | 50 Cent          | 3:55  |
| 7  | "Don't Need Your Love"  | Havoc                                   | Faith Evans      | 4:26  |
| 8  | "Church for Thugs"      | Just Blaze                              |                  | 4:00  |
| 9  | "Put You on the Game"   | Timbaland, co-produção por Danja        |                  | 4:14  |
| 10 | "Start from Scratch"    | Dr. Dre & Scott Storch                  | Marsha Ambrosius | 4:07  |
| 11 | "The Documentary"       | Jeff Bhasker, co-produção por Jeff Reed |                  | 4:11  |
| 12 | "Runnin'"               | Hi-Tek                                  | Tony Yayo & Dion | 4:26  |
| 13 | "No More Fun and Games" | Just Blaze                              |                  | 2:37  |
| 14 | "We Ain't"              | Eminem, co-produção por Luis Resto      | Eminem           | 4:46  |
| 15 | "Where I'm From"        | Focus                                   | Nate Dogg        | 3:08  |
| 16 | "Special"               | Needlz                                  | Nate Dogg        | 3:57  |
| 17 | "Don't Worry"           | Dr. Dre & Mike Elizondo                 | Mary J. Blige    | 4:11  |
| 18 | "Like Father, Like Son" | Buckwild                                | Busta Rhymes     | 5:27  |

## The Documentary (Bonus CD)
| # | Título                | Produtor(es)            | Participações         | Tempo |
| - | --------------------- | ----------------------- | --------------------- | ----- |
| 1 | "How We Do ( Remix )" | Dr. Dre & Mike Elizondo | Dr. Dre & 50 Cent     | 3:05  |
| 2 | "Still Cruisin"       | Dr. Dre                 | Eazy-E                | 2:26  |
| 3 | "Its So Sard"         | Dr. Dre                 | 50 Cent & Lloyd Banks | 3:21  |

## Posição nas paradas
| Charts (2005)            | Posição |
| ------------------------ | ------- |
| Australian Albums Chart  | 42      |
| Austrian Albums Chart    | 44      |
| Belgium Albums Chart     | 17      |
| Canadian Albums Chart    | 1       |
| Dutch Albums Chart       | 10      |
| French Albums Chart      | 7       |
| German Albums Chart      | 11      |
| Irish Albums Chart       | 6       |
| New Zealand Albums Chart | 3       |
| Norwegian Albums Chart   | 11      |
| Swiss Albums Chart       | 8       |
| UK Albums Chart          | 7       |
| United World Chart       | 1       |
| U.S. Billboard 200       | 1       |

## Anteceção e sucessão nas paradas
| Precedido por American Idiot por Green Day                                   | Billboard 200 (primeira semana) 30 de Janeiro de 2005 - 5 de Fevereiro de 2005   | Sucedido por Be as You Are (Songs from an Old Blue Chair) por Kenny Chesney |
| Precedido por Be as You Are (Songs from an Old Blue Chair) por Kenny Chesney | Billboard 200 (segunda semana) 13 de Fevereiro de 2005 – 19 de Fevereiro de 2005 | Sucedido por Seventeen Days por 3 Doors Down                                |